# Segunda División 2020/21
Die Segunda División 2020/21 (offiziell LaLiga SmartBank) war die 90. Saison der zweiten spanischen Liga. Sie wurde am 12. September 2020 eröffnet und am 30. Mai 2021 beendet. Im Anschluss fanden noch die Aufstiegs-Playoffs statt.
Die 22 Mannschaften trafen an 42 Spieltagen jeweils zweimal aufeinander. Die zwei besten Mannschaften stiegen direkt in die Primera División auf. Die Teams auf den Plätzen drei bis sechs ermittelten in den Play-offs den dritten Aufsteiger, wohingegen die letzten vier Vereine absteigen mussten.
Als Absteiger aus der Primera División nahmen der CD Leganés, der RCD Mallorca und Espanyol Barcelona teil. Aufgestiegen aus der Segunda División B waren die UD Logroñés, der FC Cartagena, der CE Sabadell sowie der CD Castellón. Logroñés spielte seit der Auflösung des Vorgängervereins CD Logroñés erstmals zweitklassig.

## Teams
| Verein             | Stadt                  | Stadion                             | Kapazität |
| ------------------ | ---------------------- | ----------------------------------- | --------- |
| Albacete Balompié  | Albacete               | Estadio Carlos Belmonte             | 17.524    |
| AD Alcorcón        | Alcorcón               | Estadio Municipal de Santo Domingo  | 05.100    |
| UD Almería         | Almería                | Estadio de los Juegos Mediterráneos | 15.000    |
| Espanyol Barcelona | Barcelona              | RCDE Stadium                        | 40.000    |
| FC Cartagena       | Cartagena              | Estadio Cartagonova                 | 15.105    |
| CD Castellón       | Castellón de la Plana  | Nou Castalia                        | 15.500    |
| CF Fuenlabrada     | Fuenlabrada            | Estadio Fernando Torres             | 05.400    |
| Sporting Gijón     | Gijón                  | El Molinón                          | 30.000    |
| FC Girona          | Girona                 | Estadi Municipal de Montilivi       | 11.200    |
| UD Las Palmas      | Las Palmas             | Estadio de Gran Canaria             | 31.250    |
| CD Leganés         | Leganés                | Estadio Municipal de Butarque       | 12.450    |
| UD Logroñés        | Logroño                | Estadio Las Gaunas                  | 16.000    |
| CD Lugo            | Lugo                   | Estadio Anxo Carro                  | 07.070    |
| FC Málaga          | Málaga                 | Estadio La Rosaleda                 | 30.044    |
| RCD Mallorca       | Palma                  | Estadi de Son Moix                  | 24.262    |
| CD Mirandés        | Miranda de Ebro        | Estadio Municipal de Anduva         | 05.759    |
| Real Oviedo        | Oviedo                 | Estadio Nuevo Carlos Tartiere       | 30.500    |
| SD Ponferradina    | Ponferrada             | El Toralín                          | 08.400    |
| CE Sabadell        | Sabadell               | Nova Creu Alta                      | 11.908    |
| CD Teneriffa       | Santa Cruz de Tenerife | Estadio Heliodoro Rodríguez López   | 22.824    |
| Rayo Vallecano     | Madrid                 | Campo de Fútbol de Vallecas         | 14.708    |
| Real Zaragoza      | Zaragoza               | La Romareda                         | 33.608    |

## Tabelle
| Pl.                 | Verein                 | Sp. | S  | U  | N  | Tore    | Diff. | Punkte |
| ------------------- | ---------------------- | --- | -- | -- | -- | ------- | ----- | ------ |
| 1.                  | Espanyol Barcelona (A) | 42  | 24 | 10 | 8  | 071:280 | +43   | 82     |
| 2.                  | RCD Mallorca (A)       | 42  | 24 | 10 | 8  | 054:280 | +26   | 82     |
| 3.                  | CD Leganés (A)         | 42  | 21 | 10 | 11 | 051:320 | +19   | 73     |
| 4.                  | UD Almería             | 42  | 21 | 10 | 11 | 061:400 | +21   | 73     |
| 5.                  | FC Girona              | 42  | 20 | 11 | 11 | 047:360 | +11   | 71     |
| 6.                  | Rayo Vallecano         | 42  | 19 | 10 | 13 | 052:400 | +12   | 67     |
| 7.                  | Sporting Gijón         | 42  | 17 | 14 | 11 | 037:280 | +9    | 65     |
| 8.                  | SD Ponferradina        | 42  | 15 | 12 | 15 | 045:500 | −5    | 57     |
| 9.                  | UD Las Palmas          | 42  | 14 | 14 | 14 | 046:530 | −7    | 56     |
| 10.                 | CD Mirandés            | 42  | 14 | 12 | 16 | 038:410 | −3    | 54     |
| 11.                 | CF Fuenlabrada         | 42  | 12 | 18 | 12 | 045:460 | −1    | 54     |
| 12.                 | FC Málaga              | 42  | 14 | 11 | 17 | 037:470 | −10   | 53     |
| 13.                 | Real Oviedo            | 42  | 11 | 19 | 12 | 045:460 | −1    | 52     |
| 14.                 | CD Teneriffa           | 42  | 13 | 13 | 16 | 036:360 | ±0    | 52     |
| 15.                 | Real Zaragoza          | 42  | 13 | 11 | 18 | 037:430 | −6    | 50     |
| 16.                 | FC Cartagena (N)       | 42  | 12 | 13 | 17 | 044:520 | −8    | 49     |
| 17.                 | AD Alcorcón            | 42  | 13 | 9  | 20 | 032:420 | −10   | 48     |
| 18.                 | CD Lugo                | 42  | 11 | 14 | 17 | 038:530 | −15   | 47     |
| 19.                 | CE Sabadell (N)        | 42  | 11 | 13 | 18 | 040:480 | −8    | 46     |
| 20.                 | UD Logroñés (N)        | 42  | 11 | 11 | 20 | 028:530 | −25   | 44     |
| 21.                 | CD Castellón (N)       | 42  | 11 | 8  | 23 | 035:540 | −19   | 41     |
| 22.                 | Albacete Balompié      | 42  | 9  | 11 | 22 | 030:530 | −23   | 38     |
| Stand: 29. Mai 2021 |                        |     |    |    |    |         |       |        |

Platzierungskriterien: 1. Punkte – 2. Direkter Vergleich (Punkte, Tordifferenz, geschossene Tore) – 3. Tordifferenz – 4. geschossene Tore

| (A) | Absteiger aus der Primera División 2019/20    |
| (N) | Aufsteiger aus der Segunda División B 2019/20 |

## Play-offs
Der Dritte spielte gegen den Sechsten, der Vierte gegen den Fünften. Die jeweiligen Sieger nach Hin- und Rückspielen trafen im Anschluss ebenfalls in zwei Partien aufeinander, um den dritten Aufsteiger in die Primera División 2021/22 zu bestimmen. Die ranghöhere Mannschaft hatte jeweils im Rückspiel Heimrecht. Die Hinspiele fanden am 2. und 3., die Rückspiele am 5. und 6. Juni 2021 statt. Die Endspiele wurden am 13. und am 20. Juni 2021 ausgetragen.
Halbfinale
|                    | Gesamt |                | Hinspiel | Rückspiel |
| ------------------ | ------ | -------------- | -------- | --------- |
| Rayo Vallecano (6) | 5:1    | CD Leganés (3) | 3:0      | 2:1       |
| FC Girona (5)      | 3:0    | UD Almería (4) | 3:0      | 0:0       |

Finale
|                    | Gesamt |               | Hinspiel | Rückspiel |
| ------------------ | ------ | ------------- | -------- | --------- |
| Rayo Vallecano (6) | 3:2    | FC Girona (5) | 1:2      | 2:0       |

## Torschützenliste
Bei gleicher Anzahl an Toren sind die Spieler alphabetisch gelistet.
| Pl.                 | Spieler       | Mannschaft         | Tore |
| ------------------- | ------------- | ------------------ | ---- |
| 1.                  | Raúl de Tomás | Espanyol Barcelona | 23   |
| 2.                  | Uroš Đurđević | Sporting Gijón     | 22   |
| 3.                  | Umar Sadiq    | UD Almería         | 20   |
| 4.                  | Rubén Castro  | FC Cartagena       | 19   |
| 5.                  | Manu Barreiro | CD Lugo            | 12   |
| 5.                  | José Corpas   | UD Almería         | 12   |
| 5.                  | Javi Puado    | Espanyol Barcelona | 12   |
| 8.                  | Sergio Araujo | UD Las Palmas      | 11   |
| 8.                  | Stoichkov     | CE Sabadell        | 11   |
| 8.                  | Yuri          | SD Ponferradina    | 11   |
| Stand: 29. Mai 2021 |               |                    |      |